# Limnocalanus macrurus
Limnocalanus macrurus är en kräftdjursart som beskrevs av Georg Ossian Sars 1863. Limnocalanus macrurus ingår i familjen Centropagidae av hoppkräftor. Arten är reproducerande i Sverige. Limnocalanus grimaldii betraktas som en synonym till L. macrurus.